# メルシーアトラ
メルシーアトラ（欧字名:Merci Atla、1987年4月4日 - 1991年3月31日）は、日本の競走馬。主な勝ち鞍に1991年の日経新春杯。
その高い潜在能力から「関西の秘密兵器」と呼ばれたが、1991年の産経大阪杯のレース中に骨折、安楽死の処置がとられた。半弟に、アーリントンカップ、毎日杯を勝ったメルシーステージがいる。

## 戦績

### 4歳
メルシーアトラは北海道三石町の三石ファームで生まれた。若駒の頃から大器と目されていたが体質が弱く、競走馬としてのデビューは4歳になってからだった。
デビュー戦こそ2着に敗れたものの、その後は2戦目の新馬戦、3戦目の500万下条件戦（2戦目と3戦目はダート戦だった）、オープン特別の若草ステークスまで3連勝を飾り、当時東高西低だった競馬界の勢力図を反映してか「関西の秘密兵器」と呼ばれ、日本ダービーに出走した。日本ダービーでは5番人気に推されたが、直線で伸びきれずアイネスフウジンの11着に終わった。
ダービー後、メルシーアトラは中日スポーツ賞4歳ステークスで4着になると、函館でのダートのオープン特別シーサイドステークスに勝利し、秋を迎えた。
秋は京都新聞杯から復帰。このレースで3着となり菊花賞の優先出走権を獲得したメルシーアトラは、本番の菊花賞では後方から鋭く追い込んで4着と健闘した。夏場に休養しなかった事を考慮され、菊花賞がこの年の最後のレースとなった。

### 5歳
5歳になったメルシーアトラの春初戦は日経新春杯だった。このレースでメルシーアトラはミスターシクレノンに1馬身半差をつけて重賞を初制覇し、いよいよ本格化かと期待された。
そして、産経大阪杯では同期のホワイトストーンに次ぐ2番人気に推された。しかし、レース中に4コーナー付近で左前脚の中手骨を開放骨折し競走中止。予後不良と診断され、安楽死の処置がとられた。

## 競走成績
以下の内容は、netkeiba.comおよびJBISサーチに基づく。
| 年月日     | 競馬場 | 競走名             | 格   | 距離（馬場）  | 頭 数 | 枠 番 | 馬 番 | オッズ（人気） | 着順 | タイム （上り3F/4F） | 着差 | 騎手     | 斤量 （kg） | 勝ち馬/（2着馬）       |
| ---------- | ------ | ------------------ | ---- | ------------- | ----- | ----- | ----- | -------------- | ---- | -------------------- | ---- | -------- | ----------- | ---------------------- |
| 1990.01.07 | 京都   | 4歳新馬            |      | ダ1400m（良） | 16    | 7     | 13    | 03.4（1人）    | 2着  | 1:27.7 (51.1)        | -1.0 | 河内洋   | 55          | スカイグローリ         |
| 0000.01.21 | 京都   | 4歳新馬            |      | ダ1800m（稍） | 10    | 5     | 5     | 02.3（2人）    | 1着  | 1:53.0 (50.6)        | -0.2 | 河内洋   | 55          | （グレンチェスト）     |
| 0000.02.25 | 阪神   | 4歳500万下         |      | ダ1800m（重） | 9     | 8     | 9     | 01.8（1人）    | 1着  | 1:51.7 (50.5)        | -0.7 | 河内洋   | 55          | （ファイブタフマン）   |
| 0000.04.21 | 京都   | 若草S              | OP   | 芝2400m（稍） | 12    | 8     | 11    | 04.3（3人）    | 1着  | 2:29.7 (49.2)        | -0.4 | 河内洋   | 55          | （クラムティガー）     |
| 0000.05.27 | 東京   | 東京優駿           | GI   | 芝2400m（良） | 22    | 6     | 14    | 13.7（5人）    | 11着 | 2:27.3 (37.0)        | -2.0 | 河内洋   | 57          | アイネスフウジン       |
| 0000.07.01 | 中京   | 中日スポーツ賞4歳S | GIII | 芝1800m（不） | 12    | 5     | 5     | 07.6（4人）    | 4着  | 1:48.7 (37.2)        | -0.2 | 角田晃一 | 55          | ロングアーチ           |
| 0000.08.26 | 函館   | シーサイドS        | OP   | ダ1700m（重） | 9     | 6     | 6     | 03.4（2人）    | 1着  | 1:45.0 (37.9)        | -0.5 | 内山正博 | 55          | （ニホンピロタロー）   |
| 0000.10.14 | 京都   | 京都新聞杯         | GII  | 芝2200m（重） | 15    | 5     | 9     | 05.4（2人）    | 3着  | 2:12.4 (47.2)        | -0.1 | 河内洋   | 57          | メジロライアン         |
| 0000.11.04 | 京都   | 菊花賞             | GI   | 芝3000m（重） | 17    | 5     | 9     | 14.6（6人）    | 4着  | 3:06.9 (47.1)        | -0.7 | 河内洋   | 57          | メジロマックイーン     |
| 1991.01.20 | 京都   | 日経新春杯         | GII  | 芝2200m（良） | 9     | 6     | 6     | 04.2（3人）    | 1着  | 2:13.6 (46.3)        | -0.2 | 河内洋   | 56          | （ミスターシクレノン） |
| 0000.03.31 | 京都   | 産経大阪杯         | GII  | 芝2000m（稍） | 10    | 5     | 5     | 02.8（2人）    |      | 競走中止             |      | 河内洋   | 57          | ホワイトストーン       |

## 血統表
| メルシーアトラの血統                                | メルシーアトラの血統                                      | メルシーアトラの血統                                      | （血統表の出典）                                          | （血統表の出典） |
| 父系                                                | ミルリーフ系                                              | ミルリーフ系                                              | ミルリーフ系                                              | [ § 2 ]          |
| 父 *サウスアトランティック South Atlantic 1980 鹿毛 | 父の父Mill Reef 1968                                      | Never Bend                                                | Nasrullah                                                 | Nasrullah        |
| 父 *サウスアトランティック South Atlantic 1980 鹿毛 | 父の父Mill Reef 1968                                      | Never Bend                                                | Lalun                                                     |                  |
| 父 *サウスアトランティック South Atlantic 1980 鹿毛 | 父の父Mill Reef 1968                                      | Milan Mill                                                | Princequillo                                              | Princequillo     |
| 父 *サウスアトランティック South Atlantic 1980 鹿毛 | 父の父Mill Reef 1968                                      | Milan Mill                                                | Virginia Water                                            |                  |
| 父 *サウスアトランティック South Atlantic 1980 鹿毛 | 父の母Arkadia 1969                                        | Ribot                                                     | Tenerani                                                  | Tenerani         |
| 父 *サウスアトランティック South Atlantic 1980 鹿毛 | 父の母Arkadia 1969                                        | Ribot                                                     | Romanella                                                 |                  |
| 父 *サウスアトランティック South Atlantic 1980 鹿毛 | 父の母Arkadia 1969                                        | Natashka                                                  | Dedicate                                                  | Dedicate         |
| 父 *サウスアトランティック South Atlantic 1980 鹿毛 | 父の母Arkadia 1969                                        | Natashka                                                  | Natasha                                                   |                  |
| 母 マミーブルー 1970 鹿毛                           | 母の父*ネヴァービート Never Beat 1960 栃栗毛              | Never Say Die                                             | Nasrullah                                                 | Nasrullah        |
| 母 マミーブルー 1970 鹿毛                           | 母の父*ネヴァービート Never Beat 1960 栃栗毛              | Never Say Die                                             | Singing Glass                                             |                  |
| 母 マミーブルー 1970 鹿毛                           | 母の父*ネヴァービート Never Beat 1960 栃栗毛              | Bride Elect                                               | Big Game                                                  | Big Game         |
| 母 マミーブルー 1970 鹿毛                           | 母の父*ネヴァービート Never Beat 1960 栃栗毛              | Bride Elect                                               | Netherton Maid                                            |                  |
| 母 マミーブルー 1970 鹿毛                           | 母の母*リーガルローブ Regal Robe 1958 鹿毛                | Princely Gift                                             | Nasrullah                                                 | Nasrullah        |
| 母 マミーブルー 1970 鹿毛                           | 母の母*リーガルローブ Regal Robe 1958 鹿毛                | Princely Gift                                             | Blue Gem                                                  |                  |
| 母 マミーブルー 1970 鹿毛                           | 母の母*リーガルローブ Regal Robe 1958 鹿毛                | Brocade                                                   | Borealis                                                  | Borealis         |
| 母 マミーブルー 1970 鹿毛                           | 母の母*リーガルローブ Regal Robe 1958 鹿毛                | Brocade                                                   | Gold Lily                                                 |                  |
| 母系(F-No.)                                         | 1号族(FN:1-e)                                             | 1号族(FN:1-e)                                             | 1号族(FN:1-e)                                             | [ § 3 ]          |
| 5代内の近親交配                                     | Nasrullah 4･5×4･4、Nearco 5×5･5･5、Princequillo 4･5(父内) | Nasrullah 4･5×4･4、Nearco 5×5･5･5、Princequillo 4･5(父内) | Nasrullah 4･5×4･4、Nearco 5×5･5･5、Princequillo 4･5(父内) | [ § 4 ]          |
| 出典                                                | 1. 2. 3. 4.                                               | 1. 2. 3. 4.                                               | 1. 2. 3. 4.                                               | 1. 2. 3. 4.      |